# 克卜勒-560b
克卜勒-560b，或更正確說是克卜勒-560 Bb，是一顆已確認圍繞聯星系統克卜勒-560的伴星運行的系外行星。它距離地球只有287光年。雖然沒有列入可居住的系外行星目錄，但一項研究表明，該行星有85%的可能性處於適居住區。
| Earth | Kepler-560b |
| ----- | ----------- |
|       | Exoplanet   |